# ミズカビ

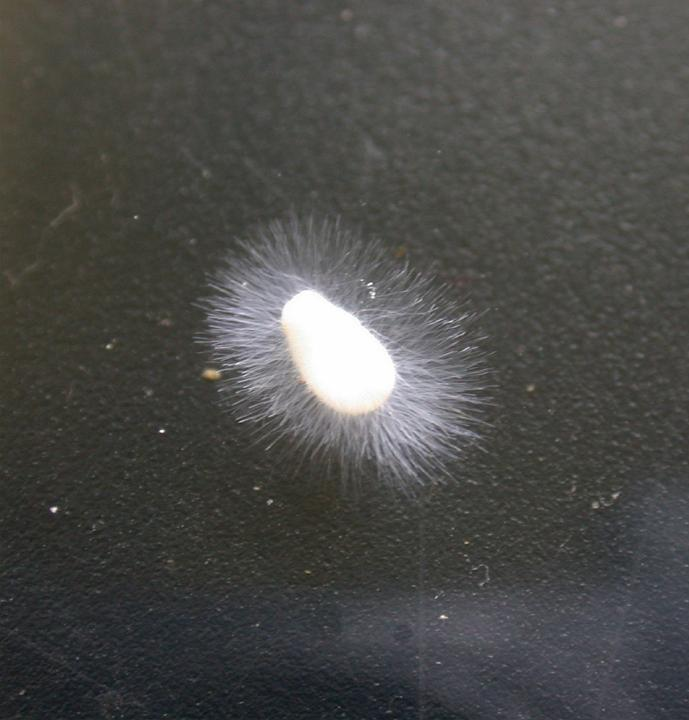
麻の実から育ったミズカビ類のコロニー
ほとんどはAchlyaの一種

ミズカビとは、水中生活をするカビ的な生物である卵菌類のミズカビ属 (Saprolegnia) の生物、あるいはそれに似た姿を持つものをまとめてこう呼ぶ。しかし、水中性のカビ状の生物、という把握もあり得るので、まずこの区別から始める。その後に卵菌類のミズカビ科のものについて説明する。

## 水中のカビ的生物

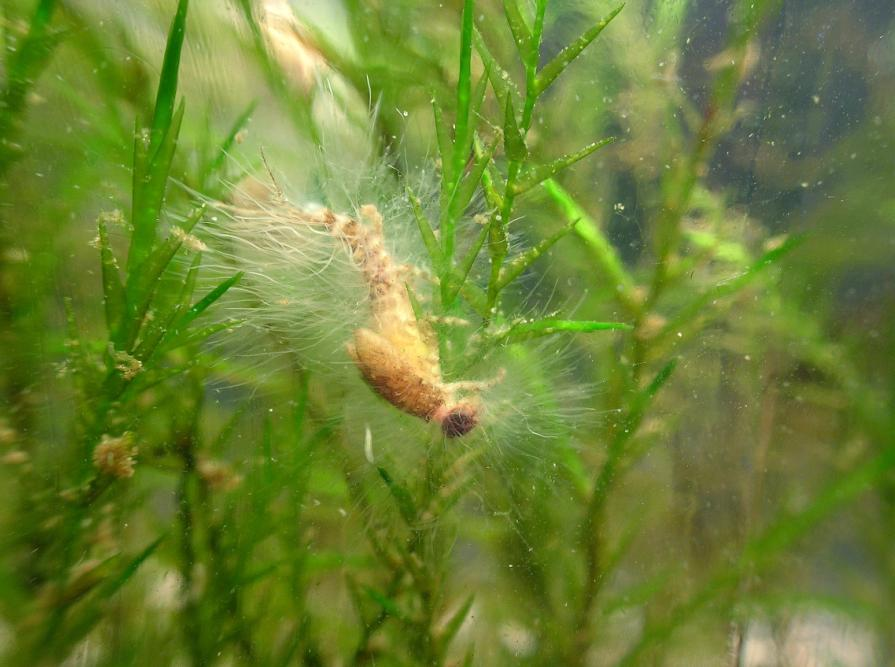
水生昆虫の死体に発生したもの
おそらくミズカビ科のもの

一般的に、カビは陸上の生物である。その種の大部分は陸生であり、湿ったところが好きとは言っても水中で育つとも限らず、胞子は空中でしか作らない、というものも多い。キノコも水中性のものはほとんどないから、菌類の大部分は陸上で進化したものと考えられる。
しかし、水中生活するカビの仲間も存在し、また菌類ではないがカビ様の姿と生活様式を持つ生物もまた存在する。それらは肉眼で見る事が出来るものもあり、より小さなものもある。それらは水中にある動植物遺体や落葉落枝、その他の有機物を基質として菌糸を伸ばして生活する。そのような、水中生活をする、カビと見なしうる生物には以下のようなものがある。
- 外見的には、水中の動植物遺体に生えて、白っぽい綿毛のような姿に成長するものを指してこう呼ぶことが多い。このような形で見られるものは、卵菌類のミズカビ目 (saprolegniales) にふくまれるものであることが多い。ミズカビという和名をもつSaprolegnia属の各種や、それに近縁なワタカビ属(Achlya)など、いずれもよく似た外見をもつ。非常に太くて真っ直ぐな菌糸なので、肉眼でも数えられるほどである。よく成長すれば1cmくらいに伸びる。先端に遊走子のうを生じて多量の遊走子を出す。遊走子のうはやや不透明に、肉眼でも区別できる。本項ではこれについて記す。
- フシミズカビ目のフシミズカビ・オオギミズカビ目のオオギミズカビもよく菌糸を発達させる。
- フハイカビ目フハイカビ属 (Pythium) の種もよく出現するが、やや菌糸が細いため、もやもやした感じになり、菌糸を数えるほどにはよく見えない。

これらは、いずれも隔壁のない管状の菌糸の先端部の袋の中に、遊走子を形成して繁殖する。そのため、かつては鞭毛菌門にまとめて、もっとも原始的な菌類であると考えられていた。しかし、最近では菌類とは系統を異にするものであることがわかっており、これらは偽菌類と呼ばれることもある。
- 菌界のツボカビ門にも、菌糸を発達させ、ミズカビのような姿を持つものがある。カワリミズカビ (Allomyces) はその例であり、繁殖している様子は、肉眼的にはミズカビとほぼ同じである。ただし、卵菌類より発生する頻度が低く、見かけることは少ない。同じくツボカビ門のサヤミドロモドキもよく発達した菌糸を形成する。
- 水中生活するカビとしては、水生不完全菌というものもある。これは、主として水中に沈んだ落ち葉に発生するが、ミズカビより遙かに細い菌糸を作り、胞子も小さいため、肉眼では確認が難しい。場合によっては、水中の落ち葉の表面に生じるもやもやしたものとして視認できる場合もある。水中での散布に適応した、長い枝を伸ばした分生子を作る。
- なお、陸上性の菌類も、水中で菌糸を伸ばすことがあるので、ミズカビ的に見えることがある。卵菌類のように太い菌糸は作らない。

## ミズカビ科
ミズカビ科(Saprolegniaceae)というのは、水中に生えるカビ的な生物の一群である。水中で魚の死体などに綿毛のように生えているのは、たいていこれである。しかし、他の生物にも似たような姿のものがあり、総じてミズカビと呼ばれる。そういった中では、ミズカビ科のものが最も普通である。
ミズカビの名は、ミズカビ科に含まれるミズカビ属(Saproregnia)に与えられた和名である。ごく普通に見られるものであり、この科の生物の標準であるので、これを中心に説明する。

### ミズカビ

#### 構造
ミズカビは、水中の有機物塊に菌糸を伸ばし、それを分解吸収して生育する生物で、その体は管状の構造からなる。菌糸体は、非常に太い菌糸からなり、ほぼ肉眼で見分けがつく程度の太さがある。菌糸にはほとんど隔壁がなく、多核体である。有機物の中に枝分かれして入り込み、水中にはあまり枝分かれしないで真っすぐに菌糸を伸ばすので、有機物塊を中心にした綿毛の塊のような姿となる。菌糸の中央には大きな液胞があり、原形質は周辺による。

#### 無性生殖
無性生殖は、遊走子による。水中に伸びる菌糸の先端部がある程度の長さで仕切られ、この部分が遊走子嚢となる。その後、区分された先端部の細胞の内部が多数の細胞に分かれて、それぞれが鞭毛を持った胞子となる。やがて先端部に小さな穴が開き、その穴から遊走子が泳ぎ出す。
この時泳ぎ出す遊走子は、ほぼ球形で先端に二本の鞭毛を持つ。これを一次遊走子という。この一次遊走子は、しばらく泳いだ後に何かに付着して、鞭毛を引っ込めて丸まり、シストとなる。一定時間の後、ここから殻を脱いで再び遊走子が泳ぎ出す。これを二次遊走子という。二次遊走子は腎臓型でくぼんだ側面から二本の鞭毛を出している。これが他の有機物塊に付着すると、発芽管を伸ばし、新たな菌糸体を形成する。菌糸先端の遊走子のうが空になると、その基部から菌糸が伸びて、さらにその先に新たな遊走子のうが形成される。ただし、他の属では見られないミズカビ属の特徴として、空の遊走子のうの内部に、その底から菌糸が伸び出して新たに遊走子のうを作るのがよく見られる。
他に、菌糸に厚膜胞子を形成されることもある。

### ミズカビの仲間
ミズカビ科の卵菌は属により遊走子嚢から遊走子が泳ぎ出す方式が異なっている。ミズカビ属（Saprolegnia）では、先端の穴から一次型遊走子が泳ぎだし、よそで一度シストとなった後、脱皮して二次型遊走子となり再び泳ぎ出す。
- ワタカビ属（Achlya）の場合、遊走子は遊走子嚢先端から出た直後にシストとなるので、遊走子嚢先端部にシストの塊ができる。シストからは二次型遊走子が出て、改めて泳ぎだしてゆく。
- Aphanomycesもワタカビと同じように遊走子嚢先端にシストの塊を作るが、こちらは遊走子嚢が直径5μm程度と細長くて栄養菌糸に酷似し、遊走子が一列に並んで形成されるのが特徴になっている。
- ヤブレワタカビ属（Thraustotheca）では遊走子嚢の内部に一次型遊走子の段階を抜かして直接シストが形成され、遊走子嚢の壁が破れて分散したシストから二次型遊走子が泳ぎ出す。
- アミワタカビ属（Dictyuchus）でも直接遊走子嚢内にシストが形成されるが、このシストは遊走子嚢内部に留まり、二次型遊走子が個々に遊走子嚢の壁に穴を開けて脱出し、泳ぎ出す。残された空の遊走子嚢はシストの殻を含むので網目模様を呈する。

### 有性生殖

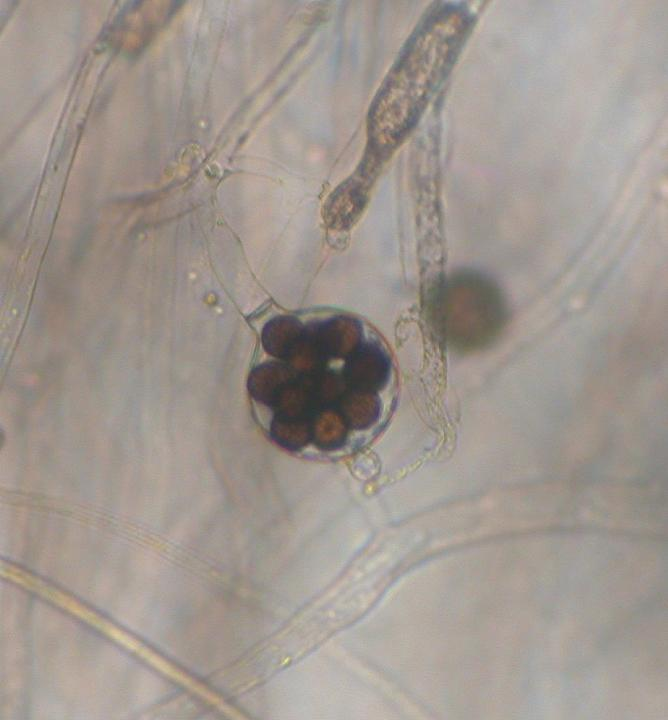
ワタカビ属の1種(Achlya sp.)の卵胞子

有性生殖は配偶子嚢接合による。ただし、片方の配偶子のうで配偶細胞がほぼ分かれているので、これを配偶子配偶子のう接合と呼ぶこともある。多くの種は自家和合性なので、単独株でも有性生殖が観察できる。
有性生殖は、普通は無性生殖に次いで始まる。水中の菌糸の基部に近い部分に雌雄の配偶子のうが形成される。配偶子のうは明瞭に二形に別れ、大きく丸い方は内部に球形の配偶細胞が作られる。これが受精すると卵胞子と言い、その元になる膨らみそのものは生卵器と言う。
生卵器ははじめ、菌糸の横枝として出て、先が丸く膨らむ。その内部は多核で、それをかこんで内部の原形質が分かれて数個の配偶細胞となる。配偶細胞の数はさまざまで、一個しか形成しないものもあれば、最大は30個に達するものもある。他方、その表面に周囲から細長い菌糸が伸び、その先端は生卵器の壁を貫いて侵入し、配偶細胞と接合する。この菌糸が造精器と言われる。造精器は同一の菌糸から出るもの、別の菌糸から出るものがあり、また、生卵器の基部から伸びるものもある。
受精が行われると、配偶細胞は卵胞子となり、ほぼ球形で、厚い壁を持ち、内部に油滴を含む。普通は褐色に色づく。生卵器の壁は透明になり、まるでガラスの壷にビー玉を入れたようになる。生卵器の内部の、卵胞子の外側に細胞質が残らないのは卵菌のほかのグループとの相違点である。
これらの有性生殖器官の発達や誘導に関しては、菌糸間でのホルモンのやり取りが行われていることが知られており、数種のホルモンについて詳しく調べられている。
多くは自家和合性で、一部に自家不和合性の種が知られる。自家不和合性のものでは、好適な株を会わせた場合にのみ、有性生殖器官が形成され、一方からは造卵器、他方からは造精器が作られる。つまり、それぞれの株が雄性、雌性に分かれているように振る舞う。
ところが、雌雄異株かというと、そうではないらしい。ワタカビ属のあるもので知られているが、相対的雌雄性(relative sexuality)という現象が見られるのである。先にも述べたように、和合する二つの株を合わせた時、片方は雄性、他方は雌性にふるまうのであるが、さまざまな株を集め、多くの組み合わせで交配を試みると、必ず雄性にふるまうもの、必ず雌性にふるまうもののほか、相手次第で雄性になったり雌性にふるまったりする株が見られる。そして、絶対に雄性でしかふるまわないものと、必ず雌性になるものを両端に並べると、それぞれの株をその中間のさまざまな段階に配置することができるという。

### 分離と培養

#### 分離
分離は、一般には釣り餌法を使う。試料として水か泥などを採取し、これを滅菌シャーレに入れる。泥などの場合には滅菌水を加える。これに餌となる有機物を投入し、そこに生えてくる菌を探す方法である。釣り餌としては最も普通に使われるのがアサの実であるが、スルメなども使われることがある。

#### 培養
培養する場合には、寒天培地を用いる。標準的にはYpSs培地が用いられ、ごく簡単に培養できる。菌糸は寒天中を主に進むが、表面にも出る。菌糸からは細かい枝は出ない。培地上での成長は非常に早く、数日で直径10cmのシャーレを覆い尽くす。この早さはアオカビなど不完全菌よりはるかに早く、ケカビなどよりも少し早い。ただし、クモノスカビやアカパンカビなど、気中菌糸を出してを素早く伸びるものよりは遅い。
寒天培地上でのコロニーはほぼ白い。水中のコロニーも同じく白い。自然の水中で見かけるものは、緑や褐色などの色があるが、これらは他の微生物によるものである。なお、寒天培地上では生殖器官は形成されない。菌糸を含む寒天片を切り出して滅菌水に入れることで形成させることができるが、この水に麻の実を入れて、そこに形成させる方がよい。厚膜胞子は培地上でも形成されることがある。

### 利害

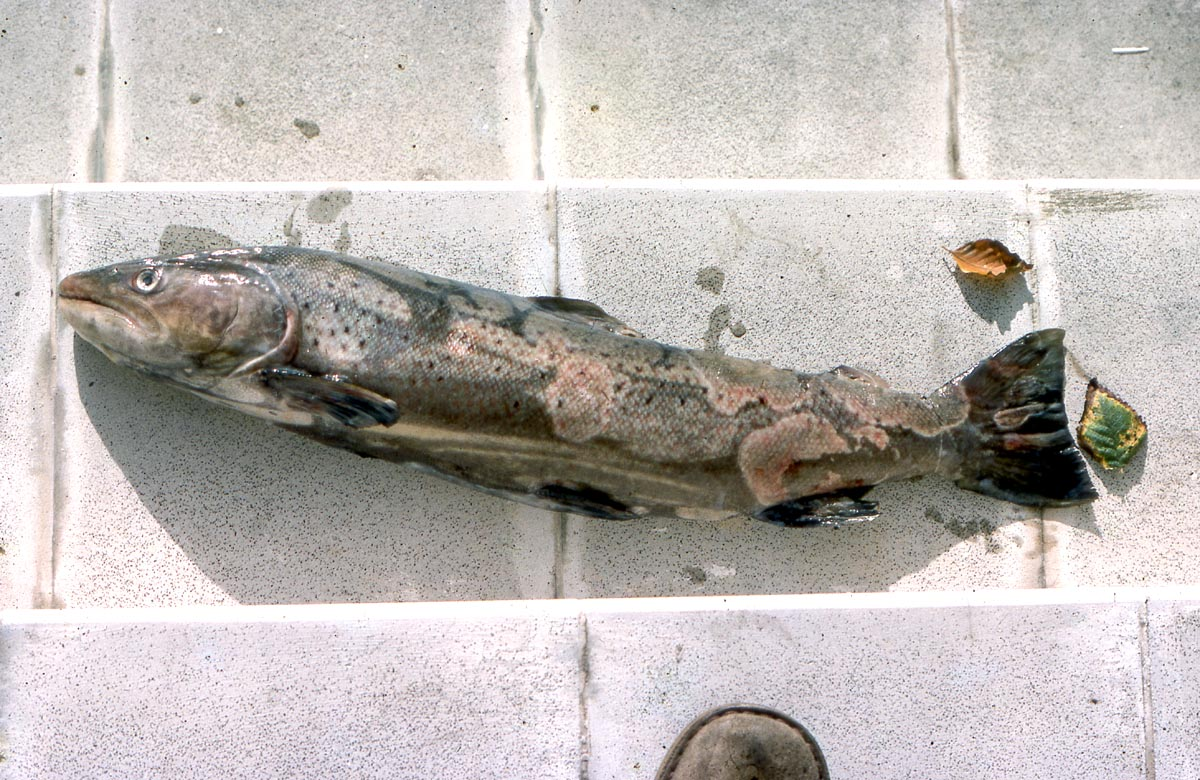
サケ類の潰瘍性皮膚壊死(UDN)
ミズカビの二次感染による

多くのものは水中の生物遺体などを分解吸収して生活しているが、まれに弱った魚などに感染することがあり、養魚場に被害を与える場合がある。ミズカビ病やワタカビ病と呼ばれる。